# Jorginho (fotbalista, 1991)
Jorge Luiz Frello Filho, zkráceně jen Jorginho (20. prosinec 1991 Imbituba, Brazílie), je italský - brazilský fotbalista, který hraje na pozici defensivního či středního záložníka za brazilské CR Flamengo a za italský národní tým, se kterým zvítězil na ME 2020.

## Přestupy
- z Verona do Neapol za : 9 500 000 Euro
- z Neapol do Chelsea za : 57 000 000 Euro
- z Chelsea do Arsenal za :11 300 000 Euro
- z Arsenal do CR Flamengo za : Volný hráč

## Kariéra

### Klubová

#### Hellas
Jorginho se narodil v brazilské Imbitubě, v 15 letech se však přestěhoval s rodinou do Itálie a svou profesionální kariéru zahájil v akademii Verony. Během sezony 2010/11 byl poslán na hostování do Sambonifacese. V dresu Chieva Verona debutoval 4. září 2011 v zápase proti Sassuolu jako střídající hráč.

#### Neapol
V lednu 2014 odešel z italské Verony do SSC Neapol, s nímž vyhrál v sezóně 2013/14 italský pohár. 22. prosince 2014 pak získal s Neapolí také italský superpohár po výhře v penaltovém rozstřelu nad Juventusem; hrálo se v katarském Dauhá. Jorginho svou penaltu neproměnil, Neapol však nakonec zvítězila.

#### Chelsea
Dne 14. července 2018 se Jorginho přesunul, spolu s trenérem Mauriziem Sarrim do anglické Chelsea, se kterou podepsal pětiletou smlouvu. Přestoupil za přestupovou částku 50 milionů liber. Jorginho debutoval 5. srpna 2018 v zápase Community Shieldu proti Manchesteru City a při prohře Chelsea 0:2 ho fanoušci City vypískali. O šest dní později odehrál svůj první zápas v Premier League, v němž proměnil penaltu při výhře 3:0 na hřišti Huddersfieldu Town. 24. února 2019, po remíze 0:0 po prodloužení ve finále EFL Cupu 2019 proti Manchesteru City, Jorginho promarnil první penaltu Chelsea v penaltovém rozstřelu, v němž nakonec Manchester City zvítězil 4:3. 29. května se Jorginho podílel na vítězství 4:1 nad Arsenalem ve finále Evropské ligy UEFA 2019.
V Superpoháru UEFA 2019 proti Liverpoolu 14. srpna vstřelil Jorginho vyrovnávací gól z penalty v prodloužení, které nakonec skončilo remízou 2:2. Zápas následně dospěl do penaltového rozstřelu; ačkoli Jorginho dokázal svou penaltu proměnit, Liverpool nakonec rozstřel vyhrál 5:4. 5. listopadu dvakrát skóroval z pokutového kopu, když Chelsea v Lize mistrů uhrála remízu 4:4 s Ajaxem.
Dne 20. září 2020 Jorginho poprvé v dresu Chelsea neproměnil penaltu v základní hrací době, a to v zápase, v němž si připsal stý start za klub, proti Liverpoolu. 3. října proměnil dva pokutové kopy při výhře Chelsea 4:0 nad Crystal Palace. 29. května 2021 vyhrál Jorginho s Chelsea poprvé v životě Ligu mistrů, když ve finále porazil Manchester City 1:0.
Jorginho nastoupil 12. srpna 2021 jako střídající hráč v zápase Superpoháru UEFA 2021 proti Villarrealu, který Chelsea vyhrála 6:5 na penalty. V penaltovém rozstřelu se ujal páté penalty a proměnil ji. 26. srpna 2021 byl Jorginho vyhlášen nejlepším fotbalistou roku podle UEFA, když porazil svého spoluhráče z Chelsea N'Gola Kantého i záložníka Manchesteru City Kevina De Bruyneho.
Jorginho se 8. října stal jedním z pěti hráčů Chelsea, kteří byli zařazeni do finální třicetičlenné nominace na Zlatý míč 2021. 29. listopadu se umístil na třetím místě za vítězem Lionelem Messim a Robertem Lewandowskim.
Jorginho nastoupil za Chelsea 9. února 2022 při semifinálovém vítězství 1:0 nad Al Hilalem na Mistrovství světa klubů 2021. O tři dny později, kdy Chelsea ve finále porazila Palmeiras a poprvé v historii klubu získala titul mistra světa klubů, byl nevyužitým náhradníkem.

#### Arsenal
Dne 31. ledna 2023 přestoupil do rivalského Arsenalu za 12 milionů liber (asi 325 milionů korun). V novém působišti podepsal smlouvu na rok a půl s opcí na další sezonu.
CR Flamengo
6.června 2025 podepsal 3 letou smlouvu s brazilským týmem CR Flamengo (Rio de Janeiro)

## Statistika

### Klubová
| Sezóna            | Klub              | Liga                 | Liga   | Liga | Domácí poháry | Domácí poháry | Domácí poháry | Kontinentální poháry | Kontinentální poháry | Kontinentální poháry | Celkem | Celkem |
| Sezóna            | Klub              | Soutěž               | Zápasy | Góly | Soutěž        | Zápasy        | Góly          | Soutěž               | Zápasy               | Góly                 | Zápasy | Góly   |
| ----------------- | ----------------- | -------------------- | ------ | ---- | ------------- | ------------- | ------------- | -------------------- | -------------------- | -------------------- | ------ | ------ |
| 2009/10           | Verona            | Lega Pro 1 Divisione | 0      | 0    | -             | 0             | 0             | -                    | 0                    | 0                    | 0      | 0      |
| 2010/11           | Sambonifacese     | Lega Pro 2 Divisione | 31     | 1    | -             | 0             | 0             | -                    | 0                    | 0                    | 31     | 1      |
| 2011/12           | Verona            | Serie B              | 30+2   | 2    | IP            | 1             | 0             | -                    | 0                    | 0                    | 33     | 2      |
| 2012/13           | Verona            | Serie B              | 41     | 2    | IP            | 3             | 0             | -                    | 0                    | 0                    | 44     | 2      |
| 2013/14           | Verona            | Serie A              | 18     | 7    | IP            | 1             | 0             | -                    | 0                    | 0                    | 19     | 7      |
| Celkem za Veronu  | Celkem za Veronu  | Celkem za Veronu     | 91     | 11   | -             | 5             | 0             | -                    | 0                    | 0                    | 96     | 11     |
| 2014              | Neapol            | Serie A              | 15     | 0    | IP            | 4             | 1             | -                    | 0                    | 0                    | 19     | 1      |
| 2014/15           | Neapol            | Serie A              | 23     | 0    | IP+IS         | 1+1           | 1+0           | LM+EL                | 2+6                  | 0                    | 33     | 1      |
| 2015/16           | Neapol            | Serie A              | 35     | 0    | IP            | 1             | 0             | EL                   | 2                    | 0                    | 38     | 0      |
| 2016/17           | Neapol            | Serie A              | 27     | 0    | IP            | 0             | 0             | LM                   | 4                    | 0                    | 31     | 0      |
| 2017/18           | Neapol            | Serie A              | 33     | 2    | IP            | 1             | 0             | LM+EL                | 4+1                  | 2+0                  | 39     | 4      |
| Celkem za Neapol  | Celkem za Neapol  | Celkem za Neapol     | 133    | 2    | -             | 8             | 2             | -                    | 19                   | 2                    | 160    | 6      |
| 2018/19           | Chelsea           | Premier League       | 37     | 2    | AP+ALP+AS     | 2+3+1         | 0             | EL                   | 11                   | 0                    | 54     | 2      |
| 2019/20           | Chelsea           | Premier League       | 31     | 4    | AP+ALP        | 4+1           | 0             | LM+ES                | 7+1                  | 2+1                  | 44     | 7      |
| 2020/21           | Chelsea           | Premier League       | 28     | 7    | AP+ALP        | 2+1           | 0             | LM                   | 12                   | 1                    | 43     | 8      |
| 2021/22           | Chelsea           | Premier League       | 29     | 6    | AP+ALP        | 4+4           | 0+1           | LM+ES+MSk            | 8+1+1                | 2+0+0                | 47     | 9      |
| 2022/23           | Chelsea           | Premier League       | 18     | 2    | AP+ALP        | 1+0           | 0             | LM                   | 6                    | 1                    | 25     | 3      |
| Celkem za Chelsea | Celkem za Chelsea | Celkem za Chelsea    | 143    | 21   | -             | 23            | 1             | -                    | 47                   | 7                    | 213    | 29     |
| 2023              | Arsenal           | Premier League       | 14     | 0    | -             | 0             | 0             | EL                   | 2                    | 0                    | 16     | 0      |
| 2023/24           | Arsenal           | Premier League       | 24     | 0    | AP+ALP+AS     | 1+2+0         | 0             | LM                   | 9                    | 1                    | 36     | 1      |
| 2024/25           | Arsenal           | Premier League       | ?      | ?    | AP+ALP        | ?+?           | ?             | LM                   | ?                    | ?                    | ?      | ?      |
| Celkem za Arsenal | Celkem za Arsenal | Celkem za Arsenal    | 38     | 0    | -             | 3             | 0             | -                    | 11                   | 1                    | 52     | 1      |
| Celkově           | Celkově           | Celkově              | 436    | 35   | -             | 40            | 3             | -                    | 75                   | 9                    | 552    | 48     |

### Reprezentační

#### Statistika na velkých turnajích
| Reprezentace | Rok     | Zápasy             | Zápasy | Zápasy     | Zápasy           | Zápasy           | Zápasy           |
| Reprezentace | Rok     | Fáze turnaje       | Datum  | Soupeř     | Odehraných minut | Vstřelené branky | Výsledek         |
| ------------ | ------- | ------------------ | ------ | ---------- | ---------------- | ---------------- | ---------------- |
| Itálie       | ME 2020 | 1 zápas ve skupině | 11. 6. | Turecko    | 90               | 0                | 3:0              |
| Itálie       | ME 2020 | 2 zápas ve skupině | 16. 6. | Švýcarsko  | 90               | 0                | 3:0              |
| Itálie       | ME 2020 | 3 zápas ve skupině | 20. 6. | Wales      | 75               | 0                | 1:0              |
| Itálie       | ME 2020 | Osmifinále         | 26. 6. | Rakousko   | 120              | 0                | 2:1 v prodl.     |
| Itálie       | ME 2020 | Čtvrtfinále        | 2. 7.  | Belgie     | 90               | 0                | 2:1              |
| Itálie       | ME 2020 | Semifinále         | 6. 7.  | Španělsko  | 120              | 0                | 1:1, 4:2 na pen. |
| Itálie       | ME 2020 | Finále             | 11. 7. | Anglie     | 120              | 0                | 1:1, 3:2 na pen. |
| Itálie       | ME 2024 | 1 zápas ve skupině | 15. 6. | Albánie    | 90               | 0                | 2:1              |
| Itálie       | ME 2024 | 2 zápas ve skupině | 20. 6. | Španělsko  | 45               | 0                | 0:1              |
| Itálie       | ME 2024 | 3 zápas ve skupině | 24. 6. | Chorvatsko | 81               | 0                | 1:1              |

#### Reprezentační branky
| Gól | Datum        | Stadion                                                    | Soupeř  | Skóre | Výsledek | Soutěž                     |
| --- | ------------ | ---------------------------------------------------------- | ------- | ----- | -------- | -------------------------- |
| 010 | 7. 9. 2018   | Stadio Renato Dall'Ara, Boloňa, Itálie                     | Polsko  | 1:1   | 1:1      | Liga národů UEFA 2018/2019 |
| 02  | 8. 9. 2019   | Tampereen stadion, Tampere, Finsko                         | Finsko  | 1:2   | 1:2      | Kvalifikace na ME 2020     |
| 03  | 12. 10. 2019 | Stadio Olimpico, Řím, Itálie                               | Řecko   | 1:0   | 2:0      | Kvalifikace na ME 2020     |
| 04  | 18. 11. 2019 | Stadio Renzo Barbera, Palermo, Itálie                      | Arménie | 7:0   | 9:1      | Kvalifikace na ME 2020     |
| 050 | 15. 11. 2020 | Mapei Stadium - Città del Tricolore, Reggio Emilia, Itálie | Polsko  | 1:0   | 2:0      | Liga národů UEFA 2020/2021 |

## Úspěchy

### Klubové

#### Národní
- vítěz italského poháru (1x)

Neapol: 2013/14
- vítěz italského superpoháru (1x)

Neapol: 2014
- vítěz anglického superpoháru (1x)

Arsenal: 2023

#### Kontinentální
- vítěz evropské ligy UEFA (1x)

Chelsea: 2018/19
- vítěz ligy mistrů UEFA (1x)

Chelsea: 2020/21
- vítěz superpoháru UEFA (1x)

Chelsea: 2021
- vítěz Mistrovství světa klubů (1x)

Chelsea: 2021

### Reprezentační
- 2× na ME (2020 – zlato, 2024)
- 2× na LN (2020/21 – bronz, 2022/23 – bronz)

### Individuální
- Jedenáctka sezóny EL (2018/19)
- Jedenáctka sezóny LM (2020/21)
- Jedenáctka sezony podle IFFHS (2021)
- Jedenáctka sezony podle FIFA (2021)
- All Stars Team ME (2020)
- Cena UEFA fotbalista roku (2021)

### Vyznamenání
Řád zásluh o Italskou republiku (16. 7. 2021) z podnětu Prezidenta Itálie